# 孔布朗什和埃普吕什
孔布朗什和埃普吕什（法語：Comberanche-et-Épeluche，法語發音：[kɔ̃bʁɑ̃ʃ e eplyʃ]）是法国多尔多涅省的一个市镇，属于佩里格区。该市镇于1820年由原市镇孔布朗什（Comberanche）和埃普吕什（Épeluche）合并而成。

## 地理
孔布朗什和埃普吕什（45°16'24"N, 0°16'56"E）面积3.93 平方千米，位于法国新阿基坦大区多爾多涅省，该省份为法国西南部内陆省份，是法國本土面积第三大的省，大致对应佩里戈尔地区，北起顺时针与夏朗德省、上维埃纳省、科雷兹省、洛特省、洛特-加龙省、吉倫特省和滨海夏朗德省接壤。
与孔布朗什和埃普吕什接壤的市镇（或旧市镇、城区）包括：阿勒芒、博堡、里贝拉克、旺克桑。

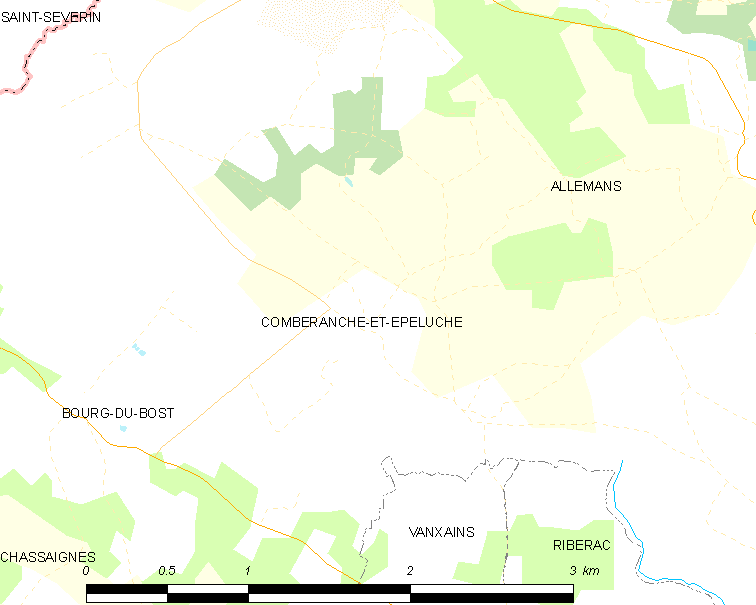
孔布朗什和埃普吕什的OSM定位图

孔布朗什和埃普吕什的时区为UTC+01:00、UTC+02:00（夏令时）。

## 行政
孔布朗什和埃普吕什的邮政编码为24600，INSEE市镇编码为24128。

## 政治
孔布朗什和埃普吕什所属的省级选区为里贝拉克县。

## 人口

1962-2008年间孔布朗什和埃普吕什人口变化图示

孔布朗什和埃普吕什于2022年1月1日时的人口数量为165人。